# Phare de Mull of Galloway
Le phare de Mull of Galloway est un phare situé sur la péninsule de Mull of Galloway (en gaélique écossais : Maol nan Gall) qui le point le plus au sud de l'Écosse, dans le comté de Dumfries and Galloway dans le sud-ouest de l'Écosse.
La péninsule est l'un des derniers habitats naturels côtiers du littoral du Wigtownshire et contient une grande variété d'espèces de la fore et de la faune. C'est maintenant une réserve naturelle gérée par la Royal Society for the Protection of Birds (RSPB).
Ce phare est géré par le Northern Lighthouse Board (NLB) à Édimbourg,l'organisation de l'aide maritime des côtes de l'Écosse.

## Histoire
Ce phare a été construit en 1830 par l'ingénieur civil écossais Robert Stevenson. C'est une tour ronde peinte en blanc mesurant 26 mètres de haut. Il émet, 99 mètres au-dessus du niveau de la mer, un flash blanc toutes les vingt secondes visible jusqu'à 52 km par temps clair.
Le phare est automatique depuis 1988, et une ancienne dépendance de la station a été transformée en un centre d'accueil, géré par le South Rhinns Community Development Trust, un groupe de personnes et d'entreprises locales. En 2004, un nouveau café a été construit au Mull of Galloway, appelé «Gallie Craig». Sa conception s'intègre dans le paysage avec son toit de gazon, et donne une vue panoramique sur l'Irlande et au sud sur l'île de Man. En 2013, le Mull of Galloway Trust a racheté les terrains et les bâtiments, à l'exception du phare qui est resté la propriété du Northern Lighthouse Board.
Pendant la Seconde Guerre mondiale, le 8 juin 1944 à 19h30, un pilote français de l'ATA (British Air Transport Auxiliary), Cladius Echallier, est décédé en percutant le phare aux commandes d'un Bristol Beaufighter, tout en effectuant une prise de vue de la mer d'Irlande.

### Lien connexe
- Liste des phares en Écosse